# Всеобщие выборы в Бурунди (2020)
Всеобщие выборы 2020 года в Бурунди прошли 20 мая. На них были избраны президент и Национальное собрание. Если бы ни один из кандидатов в президенты не получил большинства голосов, 19 июня состоялся бы второй тур.

## Регламент
Президент избирается по двухступенчатой системе. Если ни один кандидат не получает большинства голосов в первом туре, то проводится второй тур. 100 депутатов Национального собрания избираются по 18 избирательным многомандатным округам, соответствующих провинциям; на выборах используют систему пропорционального представительства по закрытым спискам. Места распределяются по методу Д’Ондта с общенациональным избирательным порогом в 2 %. Кроме того, кооптируются три представителя общности тва, а также, при необходимости, дополнительные депутаты для соблюдения соотношения 60 на 40 % между хуту и тутси соответственно и 30 % квоты для женщин.

## Ход кампании
Занимавший на тот момент пост президента Пьер Нкурунзиза, находившийся у власти с 2005 года, объявил в декабре 2018 года, что не будет участвовать в выборах. В ответ главный оппозиционный альянс заявил, что будет участвовать в выборах впервые с 2005 года.

## Результаты

### Президент
| Эварист Ндайишимие                   | НСОД—СОД                             | 3 082 210 | 71,45 |
| Агатон Рваса                         | Национальный конгресс за свободу     | 1 084 788 | 25,15 |
| Гастон Синдимво                      | Союз за национальный прогресс        | 73 353    | 1,70  |
| Домисьен Ндайизейе                   | Коалиция Кира Бурунди                | 24 470    | 0,57  |
| Леонс Нгендакумана                   | Фронт за демократию в Бурунди        | 21 252    | 0,49  |
| Дьёдонне Нахимана                    | независимый                          | 18 709    | 0,43  |
| Франсис Рохеро                       | независимый                          | 8942      | 0,21  |
| Недействительные                     | Недействительные                     | 171 224   | -     |
| Всего                                | Всего                                | 4 484 928 | 100   |
| Зарегистрированные избиратели / явка | Зарегистрированные избиратели / явка | 5 113 418 | 87,71 |
| Источник: CENI                       |                                      |           |       |

### Национальная ассамблея
Правящая НСОД-СОД победила в 16 округах, в двух (Бужумбура-Мери и Бурури) победил НКС.
| НСОД—СОД                                | 3 036 286 | 70,98 | 72  |
| Национальный конгресс за свободу        | 1 001 230 | 23,41 | 27  |
| Союз за национальный прогресс           | 108 865   | 2,54  | 1   |
| Фронт за демократию в Бурунди           | 31 106    | 0,73  | 0   |
| Национальные силы освобождения          | 17 842    | 0,42  | 0   |
| Фронт за демократию в Бурунди — Ньякури | 15 547    | 0,36  | 0   |
| Коалиция Кира Бурунди                   | 10 072    | 0,24  | 0   |
| Альянс за мир, демократию и примирение  | 6623      | 0,15  | 0   |
| COPA 2020                               | 2599      | 0,06  | 0   |
| Совет патриотов                         | 2371      | 0,06  | 0   |
| Союз за мир и демократию — Зигамибанга  | 2311      | 0,05  | 0   |
| Sangwe PADER                            | 2142      | 0,05  | 0   |
| Национальный народный фронт — Имбоненза | 1399      | 0,03  | 0   |
| Независимые                             | 39 261    | 0,92  | 0   |
| Кооптированные члены                    | -         | -     | 21  |
| Кооптированные тва                      | -         | -     | 3   |
| Недействительные                        | 186 705   | -     | -   |
| Всего                                   | 4 464 359 | 100   | 124 |
| Зарегистрировано (явка)                 | 5 113 418 | 87,31 | -   |
| Источник: CENI                          |           |       |     |